# Sint-Pieterskapel (Brügge)

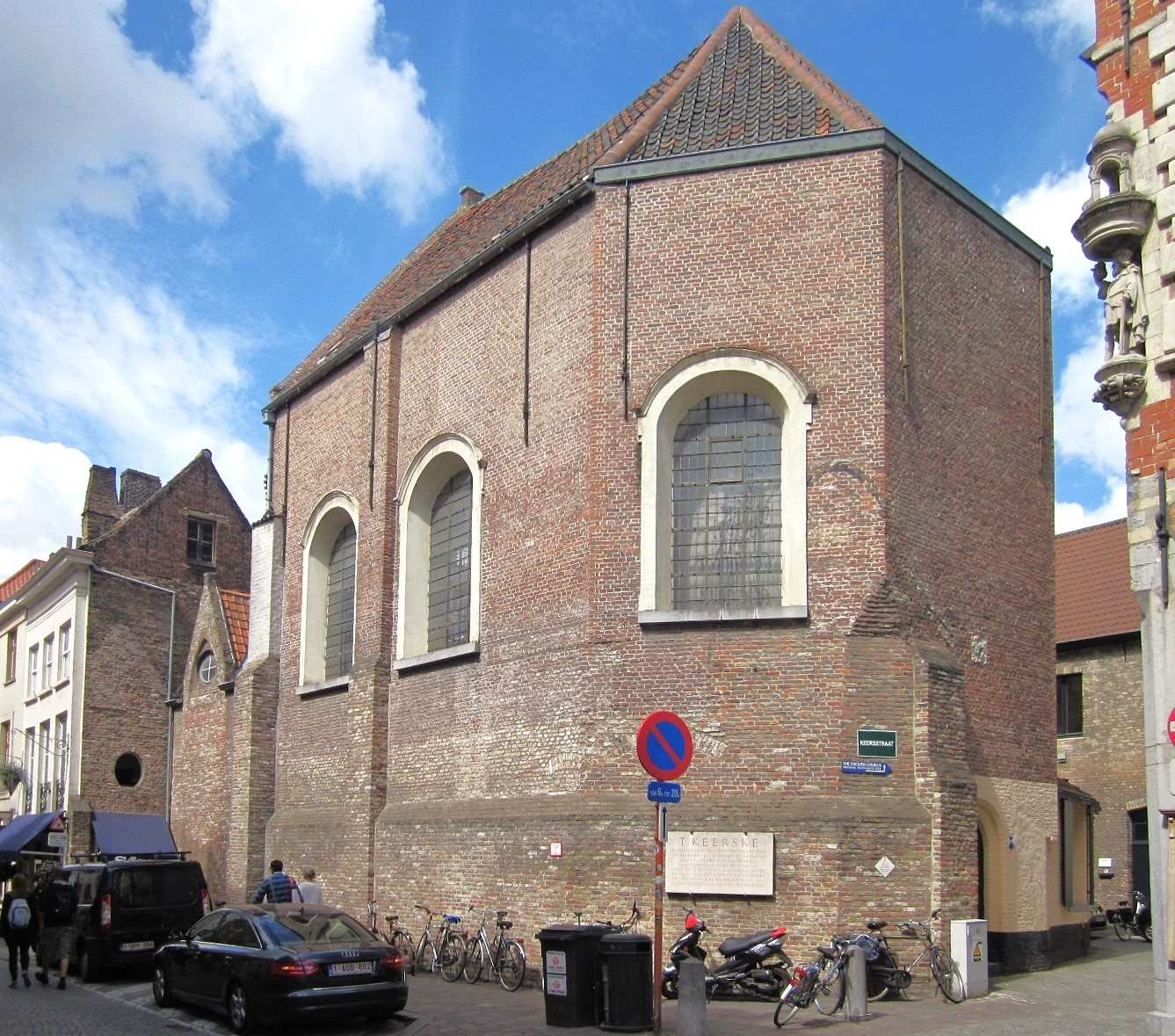
Die Sint-Pieterskapel in Brügge

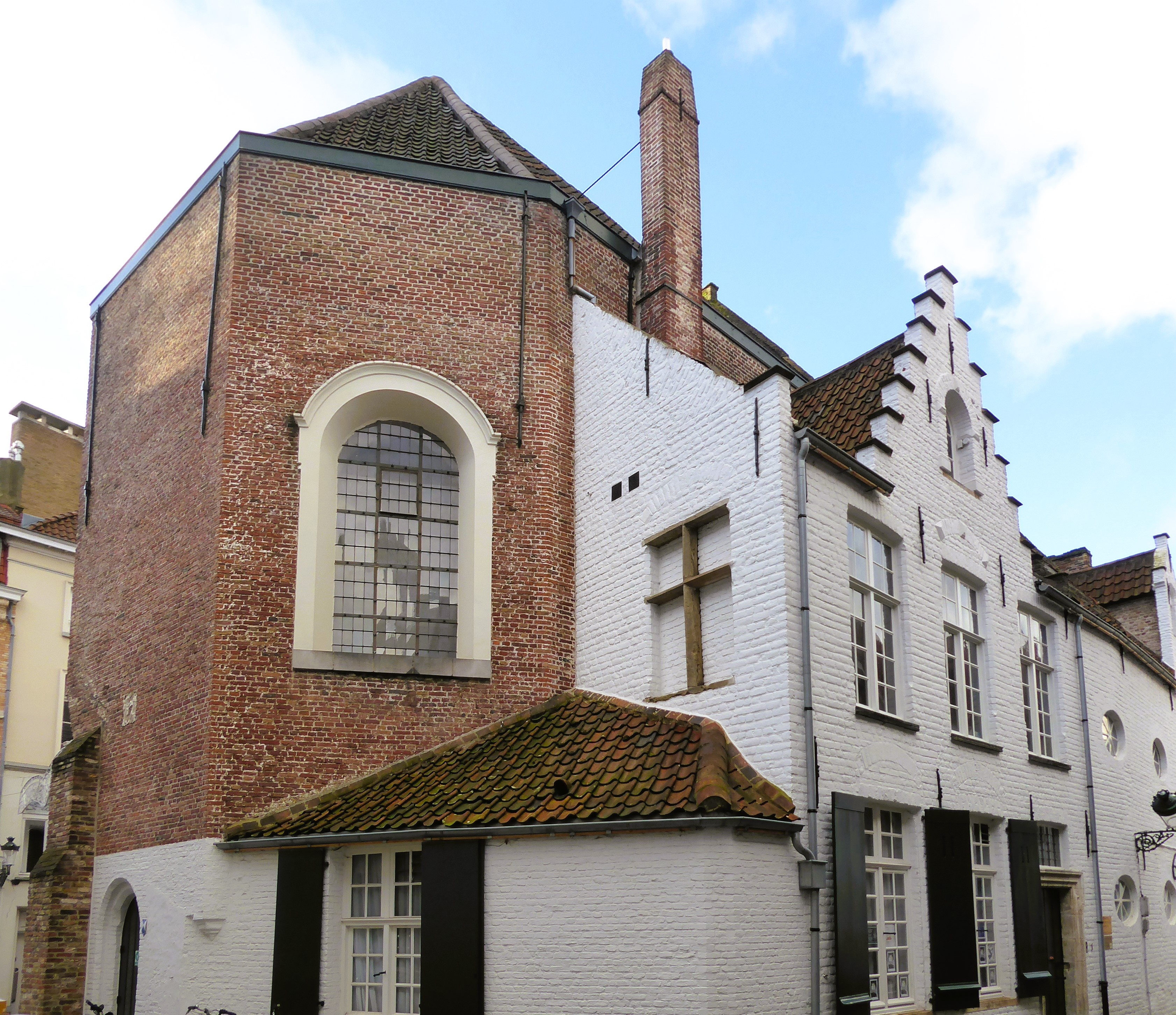
Ansicht von Nordosten mit Nebengebäuden

Das Sint-Pieterskapel (auch: ‘t Keerske und Protestantse Kerk) ist ein Kirchengebäude der Vereinigten Protestantischen Kirche von Belgien in Brügge, einer Stadt in der belgischen Provinz Westflandern. Die Kapelle steht mit dem benachbarten Haus der Kerzenmacher als Bauensemble unter Denkmalschutz.

## Geschichte
Die Kapelle geht in ihren ältesten Teilen im Untergeschoss mit den Resten einer früheren Krypta auf das 11. Jahrhundert zurück. Auf Veranlassung von Robert I., Graf von Flandern, wurde 1080 eine Doppelkapelle errichtet, deren Krypta der heiligen Katharina gewidmet war, während die obere Kapelle das Patrozinium des heiligen Petrus trug. Nach einem Brand im Jahr 1389 wurde die Kapelle im Stil der Backsteingotik wieder aufgebaut.
Seit dem Jahr 1581 nutzte die Kerzenmachergilde die Kapelle als Gotteshaus. Durch den Architekten Hendrik Pulinx erfolgte für die Kerzenmacher zwischen 1723 und 1725 eine Renovierung der Kapelle, dabei wurden die großen Rundbogenfenster eingebaut. Im letztes Viertel des 18. Jahrhunderts erfolgten die Schließung der Kapelle und die anschließende Nutzung als Gasthaus. Die Stadt Brügge veranlasste in den Jahren 1983 bis 1987 eine grundlegende Restaurierung der Anlage. 1984 wurde die Kapelle der protestantischen Gemeinde zur Verfügung gestellt, 1985 erfolgt eine Freistellung des Bauwerks durch Abriss angebauter Häuser aus dem 18. Jahrhundert in der Philipstockstraat.